# Osztrákok
Osztrákoknak (németül Österreicher) az Osztrák Köztársaság és történelmi elődjeinek, valamint jogelődjeinek lakóit nevezzük. Szokás ehhez alapfeltételként alkalmazni a német nyelv ismeretét is. A történelem során a bajorokhoz és a poroszokhoz hasonlóan őket is németeknek tekintették, ám a második világháború után az osztrákok igyekeztek magukat a németektől, mint a második világháború kirobbantóitól elkülöníteni.
Elképzelhető az állampolgárság figyelembe vétele is, de ez a Habsburg-monarchia kiterjedtsége miatt igen széles halmazt eredményezhet. Ha ide számítjuk az egész birodalom lakóit, akkor 12 különböző nyelven beszélő embertömeget kapunk.
Ma a világon több mint 8 millió osztrák él.

## Az osztrák nép fogalmának kialakulása
A Habsburg Birodalom, Poroszországgal, Bajorországgal és sok egyéb állammal együtt a Német-római Birodalom egyik utódállama volt. Lakói németek voltak, akik magukat a 19. században, a nemzeti ébredés korában is németnek tartották, különbséget csupán a protestáns északnémetek között tettek magukkal - a népesség a Habsburg-ház erős rekatolizációs törekvései miatt a katolikus hitet gyakorolta, gyakorolja.
Az osztrák nép önállósodásához vezető első lépcső a porosz–osztrák–olasz háború volt 1866-ban. A két hónapos harcban a poroszok döntő győzelmet arattak (bár a Habsburgok vereséget mértek az olaszokra), mellyel eldőlt, hogy Velence elvesztése mellett nem léphetnek be a megalakítani szándékozott német egységbe (ezzel az ún. kisnémet egység jött létre).
Habár ekkortól beszélhetünk tényleges osztrák államról, a népesség továbbra is német identitású volt, és Németország felől is megvolt az igény a teljes német egységre. A fordulópontot az első világháborús összeomlás hozta meg: felbomlott az Osztrák–Magyar Monarchia, és megbukott mind a Habsburg-, mind a Hohenzollern-ház. Az újonnan megalakult Osztrák Köztársaság területe a Monarchiához képest jelentősen lecsökkent, itt a lakosság túlnyomó többsége németajkú volt. A franciaországi békekonferenciákon enyhítettek az osztrákok békefeltételein, cserébe meg kellett maradniuk önálló államnak.
Az osztrákság, valamint az osztrák propaganda Németországot tette felelőssé a katasztrofális végkimenetelű háborúért. Az osztrákok elkezdték megkülönböztetni magukat a németektől, ezzel elindult nemzeti ébredésük. Ezt megállította a gazdasági világválság, és a Dollfuss-féle náci kormány egyesülési akarata, ám az Anschluss (1938) következményei, a Harmadik Birodalom katonai vereségében való kényszerű osztozás ráébresztette a nemzetet, hogy az eltelt 60 év alatt nehezen áthidalható kulturális szakadék alakult ki a két ország népe között.
Az 1945-ös felszabadulás után Ausztriát tíz évre megszállták a szövetséges hatalmak, majd 1955-ben – a megszállók hozzájárulásával készült, semlegességre kényszerítő államszerződés megkötése után – kikiálthatták a Második Osztrák Köztársaságot. Ekkorra már kialakult az önálló osztrák nemzet képe, melyet a teljes osztrákság magáénak vallott - míg egyes népek nemzeti ébredése végignyúlt a teljes 19. századon, az osztrákoké, bár késve indult, csupán harminc évet vett igénybe.